# August Geib

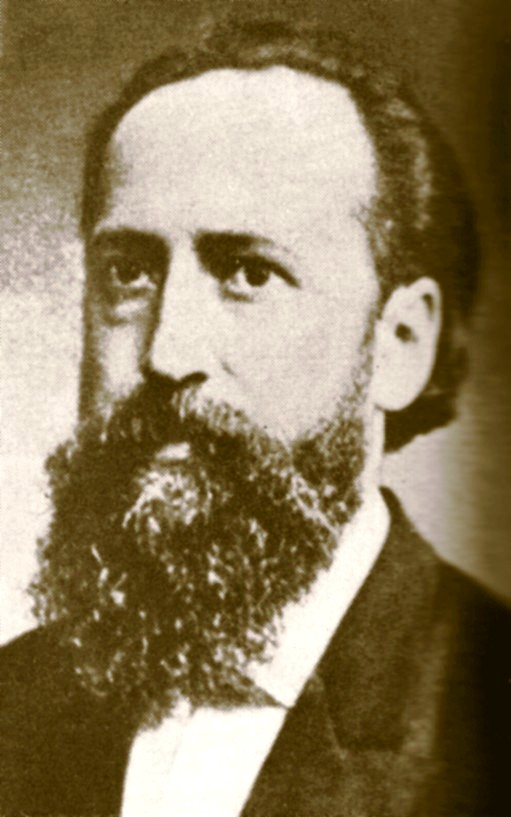
August Geib

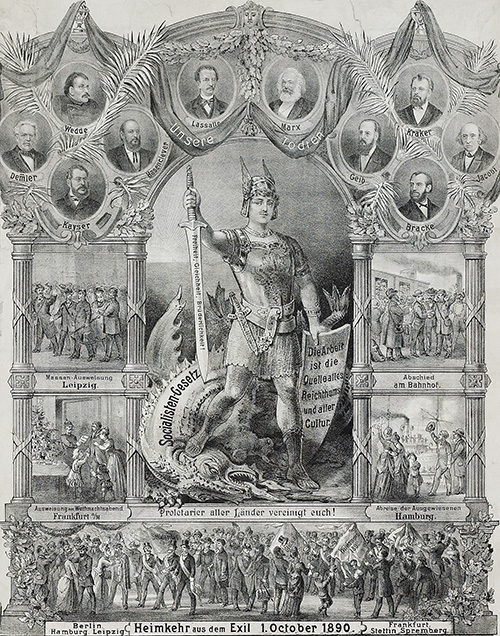
Geib, geehrt als Opfer des Sozialistengesetzes; „Unsere Todten“ (rechts neben Karl Marx).

Wilhelm Leopold August Geib (* 10. April 1842 in Duchroth; † 1. August 1879 in Hamburg) war ein deutscher sozialistischer Lyriker, Buchhändler und Mitglied des deutschen Reichstages. Als Schriftsteller benutzte er auch das Pseudonym Wilhelm Leopold.

## Leben
Geib besuchte bis zum zehnten Lebensjahr die Dorfschule in Duchroth, danach erhielt er privaten Unterricht. Er machte eine kaufmännische Lehre in Meisenheim (1855–1858), dann war er als Kaufmannsgehilfe in Hamburg. Ab 1864 war er als Buchhändler und Leihbibliothekar in Hamburg tätig. In den ersten Jahren in der Arbeiterbewegung gehörte Geib politisch dem von Ferdinand Lassalle gegründeten Allgemeinen Deutschen Arbeiterverein an, wechselte aber wie viele andere in das Lager der SDAP von Wilhelm Liebknecht und August Bebel über. Neben diesen und Wilhelm Bracke gehörte der Hamburger Buchhändler Geib im April 1869 zur Leitung des Gründungskongresses der SDAP in Eisenach. Im Umfeld der Partei engagierte er sich zunächst vor allem gewerkschaftlich. Gemeinsam mit Ignaz Auer übernahm er die Leitung der Holzarbeitergewerkschaft und die Redaktion der „Union“, nachdem Theodor Yorck verstorben war. In Zusammenhang mit den sozialdemokratischen Forderungen nach einem Ende des Krieges in Frankreich wurde Geib am 16. September 1870 verhaftet. Als führendes Mitglied der SDAP war er für die Zeitung „Der Volksstaat“ zuständig und berichtete 1873 darüber auf dem Parteitag in Eisenach. Erstmals in den Reichstag wurde Geib bei der Reichstagswahl von 1874 gewählt. Diesem Gremium gehörte er bis 1877 an. Auf seiner Rückreise von der Kur in Karlsbad traf Karl Marx mit Tochter Eleanor am 28. September 1874 in Hamburg ein und traf Geib, der damals Rödingsmarkt Nr. 12 wohnte und eine Buchhandlung hatte, und Ignaz Auer zu politischen Gesprächen. Bei der Vereinigung von SDAP und ADAV im Jahr 1875 wurde Geib zum Kassierer der neu gegründeten SAPD gewählt. Im Jahr 1877 wurde die Partei für den Geltungsbereich des preußischen Vereinsrechts verboten. In diesem Zusammenhang wurde Geib erneut inhaftiert. Im selben Jahr wurde er vom Parteikongress in Gotha in die zentrale Wahlkommission der Partei gewählt. Daneben blieb Geib weiter gewerkschaftlich aktiv. Ebenfalls 1877 veröffentlichte er die erste fundierte Gewerkschaftsstatistik, die auf Informationen der unterschiedlichen Verbände beruhte. Trotz einiger Lücken bei einigen Branchen sind diese Angaben auch in der heutigen Forschung für die Geschichte der gewerkschaftlichen Arbeiterbewegung grundlegend. Zu einem tiefen Konflikt mit dem übrigen Parteivorstand kam es im Zusammenhang mit dem bevorstehenden Sozialistengesetz. Geib schlug die Auflösung der Partei vor, bevor das Gesetz in Kraft treten würde. Obwohl dies nach heftigen Auseinandersetzungen auch beschlossen wurde, trat Geib von seinem Posten als Kassierer zurück, den anschließend August Bebel übernahm. Allerdings blieb Geib in der Partei einflussreich. So war es nicht zuletzt ihm zu verdanken, dass im Schweizer Exil eine zentrale Parteibücherei eingerichtet wurde, aus der später das Parteiarchiv hervorging. Neben der unmittelbaren Parteiarbeit betätigte sich Geib auch als Dichter von Arbeiterliedern, die später in der Arbeiterbewegung Verbreitung fanden. 1879 wurde von der Firma W. Fenck in Hamburg eine Lithografie von Geib vertrieben.
An seiner Beerdigung in Hamburg nahmen etwa 30.000 Personen teil, die zu einem Gutteil den sonst üblichen schwarzen Trauerflor durch rote Bänder ersetzt hatten. Neben der Respektbezeugung für einen der Mitbegründer der sozialdemokratischen Arbeiterbewegung, war sie eine der eindrucksvollsten Demonstrationen für die verbotene Partei während des Sozialistengesetzes überhaupt.

## Ehrungen
Nach ihm wurde der Geibweg im Hamburger Stadtteil Horn benannt. An der Eingangsseite der Wohnstraße waren nach 1945 die Lebensdaten von August Geib angebracht. Diese Tafeln sind im Laufe der Zeit verfallen. Die Geibtwiete ist seit Herbst 2020 in den neu errichteten „Washington-Höfen“ der SAGA.

## Werke
- Gedichte. Selbstverlag des Verfassers, in Kommission bei W. Schardius, Hamburg; Leipzig 1864[7]
- Die Partei Lassalle. Entgegnung auf den Artikel von Heinrich Martens in No. 147 der Reform. Carl Fischer, Hamburg 1867-
- „Hamburg, 2. Juli. Der heutige „Social-Demokrat“ (No- 76)“ […]. In: Demokratisches Wochenblatt. Nr. 28 Beilage vom 10. Juli 1869.
- Georg Herwegh; Ferdinand Freiligrath; August Geib: Arbeiter-Liederbuch. Gedichte und Lieder freisinniger und besonders sozial-demokratischer Tendenz. G.A. Lönnecker, Chicago 1873
- Gedichte. Verlag der Genossenschaftsbuchdruckerei, Leipzig 1876
- Der Normalarbeitstag. Verlag der Genossenschaftsbuchdruckerei, Leipzig 1875
- Der Normalarbeitstag. Schweizerische Genossenschaftsbuchdruckerei, Hottingen-Zürich 1885
- Aus der Pürschzeit auf Rotwild. Aus meinen Tagebuchblättern der sozialistischen Zeit. In: Neue Welt. 1896
- Vorwort. In: 10 Jahre danach. Dokumentensammlung. Hrsg. I. Auer, Berlin 1913
- Josef Offner: Hand in Hand. Gedicht von August Geib. Für Männerchor komponiert. J. Günther, Dresden 1919 Digitalisat
- Briefe von August Geib an Wilhelm Liebknecht aus dem Jahre 1879. Hrsg. Ruth Rüdiger. In: Beiträge zur Geschichte der Arbeiterbewegung. Jahrgang 20, 1978, Nr. 5, S. 684–691